# 랭겔-세인트엘리어스 국립공원 보호구

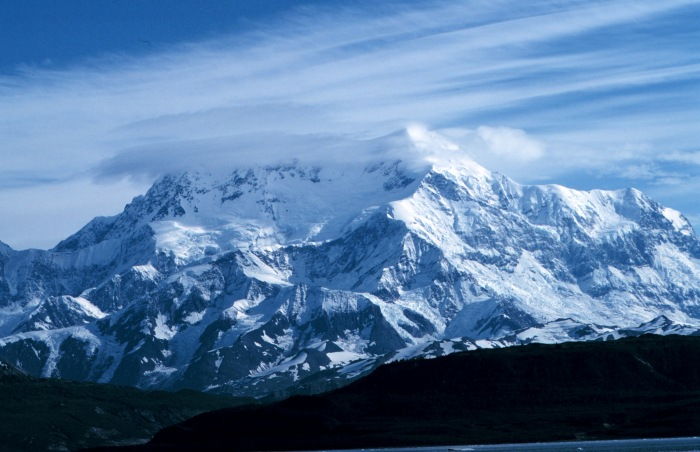

랭겔·세인트엘리어스국립공원·보호구(Elias National Park and Preserve)는 알래스카 남중부의 국립공원관리청이 관리하는 미국의 국립공원이자 보호구역이다. 공원과 보호구역은 1980년 알래스카 국익 토지 보존법에 따라 설립되었다. 보호 지역은 국제 생물권 보전지역에 포함되어 있다. 공원 및 보호구는 총 13,175,799.07에이커(20,587.19평방마일; 53,320.57km2)로 국립공원관리청이 관리하는 가장 큰 지역을 형성하고 있으며, 이는 미국의 9개 주보다 크고 보스니아 헤르체고비나 또는 크로아티아와 거의 같은 크기이다. 8,323,147.59에이커(13,004.92sq mi; 33,682.58km2)가 국립공원으로 지정되고, 나머지 4,852,652.14에이커(7,582.27sq mi; 19,637.99km2)가 보호구로 지정된다. 국립공원으로 지정된 면적만 해도 미국의 가장 작은 국립공원 47개(현재 국립공원 63개)를 합친 것보다 크며, 다른 국립공원 2곳을 제외한 전체 면적의 2배가 넘는다. 그 면적은 미국 전체 국립공원 지정 토지의 15% 이상을 차지한다.

## 같이 보기
- 미국의 국립공원